# Jean-Paul Rouve
Pour les articles homonymes, voir Rouve.
Jean-Paul Rouve est un acteur et réalisateur français, né le 26 janvier 1967 à Dunkerque (Nord).
Il est révélé au grand public dans la troupe comique des Robins des Bois durant les années 1990.
Il accède à la notoriété au cours des années 2000 comme un second rôle récurrent du cinéma français, dans des genres différents. Ainsi, il remporte le César de la meilleure révélation masculine en 2003 pour sa performance dans le drame historique  Monsieur Batignole, de Gérard Jugnot, puis est nommé pour le César du meilleur acteur dans un second rôle en 2005 pour son incarnation d'un sosie de Michel Polnareff dans la comédie Podium, de Yann Moix. En 2006, il joue un directeur de colonie de vacances dans la comédie Nos jours heureux, d'Éric Toledano et Olivier Nakache, avant d'incarner Louis Gassion dans le film biographique La Môme (2007), d'Olivier Dahan.
Durant les années 2010, il s'impose surtout dans le rôle de Jeff Tuche, dans la série de comédies à succès Les Tuche mise en scène par Olivier Baroux. Il poursuit également une carrière de réalisateur de films à sensibilité plus dramatique, avec Quand je serai petit (2012), Les Souvenirs (2014) et Lola et ses frères (2018).

## Biographie

### Jeunesse
Jean-Paul Rouve naît le 26 janvier 1967 à Dunkerque, dans le Nord,. Il y grandit en tant que fils unique, élevé par une mère issue de la petite bourgeoisie et un père ouvrier, et s'initie au théâtre durant sa scolarité. Il suit des cours au centre dramatique national du Nord-Pas de Calais et fonde une troupe de théâtre amateur. Après son baccalauréat, il part à Lille afin d'étudier les sciences de l'information et de la communication. En 1989, grâce à l'une de ses amies, Emmanuelle Lepoutre, il assiste à un cours donné par Isabelle Nanty dans une école de théâtre, le cours Florent, et décide de rester à Paris afin d'étudier la comédie. Il vit en effectuant de petits boulots,.

### Carrière

#### Débuts télévisuels et révélation sur Canal + (années 1990)
En tournée dans le Nord avec une troupe de théâtre, il est remarqué par le réalisateur belge Pierre Joassin, ce qui lui permet d'apparaître dans un téléfilm. Il décroche ensuite le rôle du brigadier Éric Léveil dans le feuilleton télévisé Julie Lescaut,.
Rouve fonde la troupe des Robins des Bois avec Marina Foïs, Maurice Barthélémy et Pierre-François Martin-Laval, jeunes acteurs rencontrés au cours Florent, bientôt rejoints par Élise Larnicol et Pascal Vincent. En 1997, la troupe joue Robin des Bois d'à peu près Alexandre Dumas dans une grange à Fontainebleau. L'intervention de Dominique Farrugia, qui assiste à leur spectacle, leur permet de monter la pièce au théâtre de la Gaîté-Montparnasse, puis au Splendid. Elle totalise 300 représentations. La troupe participe ensuite à La Grosse Émission sur la chaîne Comédie !, créée à l'initiative de Farrugia.

#### Seconds rôles au cinéma (années 2000)

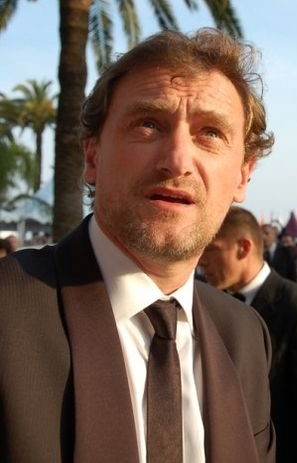
L'acteur/réalisateur au festival de Cannes 2008.

En 1998, Rouve se produit dans un registre différent dans Karnaval, film d'auteur réalisé par Thomas Vincent. Au cinéma, il tient des seconds rôles. Il interprète notamment l'avocat dans Tanguy d'Étienne Chatiliez et le collabo Pierre-Jean Lamour dans Monsieur Batignole, rôle pour lequel il obtient le César du meilleur espoir masculin en 2003.
Le succès de ces interprétations l'entraîne vers des rôles plus importants comme dans Un petit jeu sans conséquence (où il retrouve Marina Foïs, sa comparse des Robins des Bois), Podium avec Benoît Poelvoorde, Bunker Paradise de Stefan Liberski. Il tourne dans deux films réalisés par Éric Toledano et Olivier Nakache, Je préfère qu'on reste amis..., où il partage l'affiche avec Gérard Depardieu, et surtout Nos jours heureux, comédie à succès de l'été 2006, qui le propulse chef d'une bande composée notamment de Marilou Berry, Omar Sy et Joséphine de Meaux. Il interprète ensuite Louis Gassion, le père d'Édith Piaf, dans un film biographique retraçant sa vie : La Môme réalisé par Olivier Dahan.
Il tente de confirmer comme tête d'affiche en 2007 avec la comédie Ce soir je dors chez toi, d'Olivier Baroux, mais le film n'a pas le succès escompté. Il continue donc surtout à défendre des seconds rôles, comme dans La Jeune Fille et les Loups de Gilles Legrand.
Il passe à la réalisation en 2008 avec Sans arme, ni haine, ni violence, un film biographique consacré à Albert Spaggiari,, qui lui permet de se confier de nouveau un premier rôle, mais le film reçoit un accueil mitigé. Autres essais de premiers rôles en 2011, avec la comédie policière Poupoupidou puis le polar Légitime défense, écrit et réalisé par Pierre Lacan.

#### Réalisateur et succès public (années 2010)
Finalement, durant les années 2010, c'est avec une franchise de comédies populaires qu'il parvient à s'imposer comme une valeur sûre : en incarnant Jeff Tuche dans Les Tuche, Les Tuche 2 et Les Tuche 3, de 2011 à 2017, sous la direction d'Olivier Baroux, il atteint les sommets du box-office français. Parallèlement, comme réalisateur, il creuse une veine plus intimiste et sensible avec les comédies dramatiques Quand je serai petit (2012), Les Souvenirs (2014) et Lola et ses frères (2018), ces deux derniers étant co-écrits avec le romancier à succès David Foenkinos.
En février 2017, il est président du jury du 24e Festival de Gérardmer, succédant à Claude Lelouch.
En juillet 2019, il est président du jury du 5e Festival du film de Pauillac, succédant à Eric Altmayer.
Il apparaît également dans les films tels que Donne-moi des ailes (2019) et Je voudrais que quelqu'un m'attende quelque part (2019).

#### Années 2020
Début 2020, on apprend que Jean-Paul Rouve incarnera le personnage principal du roman Soumission écrit par Michel Houellebecq et qui est adapté au cinéma au cours de l'année et réalisé par Guillaume Nicloux. Jean-Paul Rouve va donc interpréter le rôle d'un universitaire d'abord apolitique qui épouse ensuite les idées du nouveau président de la république élu en 2022 et appartenant au parti de "La fraternité musulmane",.
En 2021, l'acteur césarisé apparait notamment dans Les Fantasmes, comédie romantique de David et Stéphane Foenkinos et a joué les papas sévères dans Le Trésor du Petit Nicolas. Le 8 décembre, il retrouve par ailleurs le rôle de Jeff Tuche dans le quatrième opus de la franchise à succès Les Tuche 4, coécrite et réalisée par Olivier Baroux.
Il est le réalisateur du cinquième volet des Tuche (God save the Tuche) sorti le 5 février 2025.
Il participe aussi à la saison 2 de Bref., diffusée le 14 février 2025 sur Disney+.

### Vie privée
Jean-Paul Rouve a vécu plusieurs années avec la romancière Bénédicte Martin ; en 2007 le couple a eu un fils, Clotaire. 

## Filmographie

### Acteur

#### Cinéma
- 1997 : Serial Lover de James Huth : Édouard Pied
- 1998 : Karnaval de Thomas Vincent : Pine
- 1998 : Trafic d'influence de Dominique Farrugia : Jean-Frédéric, l'adjoint
- 2001 : Le Petit Poucet d'Olivier Dahan : le cavalier de la reine
- 2001 : Tanguy d'Étienne Chatiliez : Bruno
- 2001 : Jojo la frite de Nicolas Cuche : un personnage dans la crèche
- 2001 : La Stratégie de l'échec de Dominique Farrugia : Luc
- 2002 : Astérix et Obélix : Mission Cléopâtre d'Alain Chabat : Antivirus
- 2002 : Monsieur Batignole de Gérard Jugnot : Pierre-Jean Lamour, le gendre collaborateur
- 2002 : Mon idole de Guillaume Canet : Patrick
- 2003 : Moi César, 10 ans ½, 1m39 de Richard Berry : le prof de gym
- 2003 : Mais qui a tué Pamela Rose ?  d'Éric Lartigau : le shérif Doug Marley
- 2003 : Les Clefs de bagnole de Laurent Baffie : lui-même
- 2004 : RRRrrrr!!! d'Alain Chabat : Pierre, le blond
- 2004 : Podium  de Yann Moix : Couscous, le sosie de Michel Polnareff
- 2004 : Casablanca Driver de Maurice Barthélémy : Guy
- 2004 : Un long dimanche de fiançailles de Jean-Pierre Jeunet : le facteur
- 2004 : Un petit jeu sans conséquence  de Bernard Rapp : Serge
- 2004 : Je préfère qu'on reste amis...  d'Éric Toledano et Olivier Nakache : Claude Mandelbaum
- 2004 : Boudu de Gérard Jugnot : Hubert, l'artiste
- 2005 : Bunker Paradise de Stefan Liberski: John
- 2005 : Le Temps des porte-plumes de Daniel Duval : Gustave
- 2006 : Nos jours heureux d'Éric Toledano et Olivier Nakache : Vincent Rousseau
- 2006 : L'Île aux trésors d'Alain Berberian : Dr Livesey
- 2006 : La Môme d'Olivier Dahan : Louis Gassion, son père
- 2007 : Ce soir je dors chez toi d'Olivier Baroux : Alex
- 2007 : La Jeune Fille et les Loups de Gilles Legrand : Émile Garcin
- 2008 : Sans arme, ni haine, ni violence de lui-même : Albert Spaggiari
- 2008 : La Très Très Grande Entreprise de Pierre Jolivet : Denis
- 2009 :  Le Coach d'Olivier Doran : Patrick Marmignon
- 2010 : Les Aventures extraordinaires d'Adèle Blanc-Sec de Luc Besson : Justin de St Hubert
- 2011 : Poupoupidou de Gérald Hustache-Mathieu : David Rousseau
- 2011 : Légitime Défense de Pierre Lacan : Benoît
- 2011 : Low Cost de Maurice Barthélémy : Dagobert
- 2011 : Les Tuche d'Olivier Baroux : Jeff Tuche
- 2012 : Quand je serai petit de lui-même : Mathias
- 2013 : Denis de Lionel Bailliu : Denis
- 2013 : En solitaire de Christophe Offenstein : Denis Juhel - Skipper Sushishop
- 2014 : Jamais le premier soir de Mélissa Drigeard : Marc
- 2014 : Les Souvenirs de lui-même : le patron de l'hôtel
- 2015 : Les Nouvelles Aventures d'Aladin d'Arthur Benzaquen : le vizir
- 2016 : Les Tuche 2 : Le Rêve américain d'Olivier Baroux : Jeff Tuche
- 2017 : Dalida de Lisa Azuelos : Lucien Morisse
- 2017 : Le Sens de la fête d'Éric Toledano et Olivier Nakache : le photographe
- 2017 : Les Ex de Maurice Barthélemy : Antoine
- 2018 : Les Tuche 3 d'Olivier Baroux: Jeff Tuche
- 2018 : Lola et ses frères de lui-même : Benoît
- 2018 : Voyez comme on danse de Michel Blanc : Julien
- 2018 : Alad'2 de Lionel Steketee : le vizir
- 2019 : Donne-moi des ailes de Nicolas Vanier : Christian
- 2019 : Je voudrais que quelqu'un m'attende quelque part d'Arnaud Viard : Jean-Pierre
- 2020 : Petit Pays d'Éric Barbier : Michel Chappaz
- 2020 : Zaï zaï zaï zaï de François Desagnat : Fabrice
- 2021 : Les Fantasmes de David et Stéphane Foenkinos : Jérémy
- 2021 : Le Trésor du Petit Nicolas de Julien Rappeneau : Papa
- 2021 : Les Tuche 4 d'Olivier Baroux : Jeff Tuche
- 2023 : Les Cadors de Julien Guetta : Christian
- 2023 : Le Consentement de Vanessa Filho : Gabriel Matzneff
- 2024 : La Vallée des fous de Xavier Beauvois : Jean-Paul
- 2025 : Les Tuche : God Save the Tuche de lui-même : Jeff Tuche

#### Courts métrages
- 1996 : Le Souffleur de Michael Viger
- 1999 : L'Amour déchiré – 63/16ème (dans la collection : Plan séquence) de Yann Piquer
- 1999 : Il est difficile de tuer quelqu'un même un lundi d'Éric Valette : Jean, le tueur
- 2014 : La Queue de Yacine Sersar
- 2021 : Entretiens avec Youtube de Mcfly et Carlito : Directeur de Youtube France

#### Télévision
- 1993-1999 : Julie Lescaut (série télévisée, 23 épisodes) : brigadier Léveil
- 1997 : La Famille Sapajou d'Élisabeth Rappeneau : Biscarros
- 2001 : H, épisode 10 de la saison 3 : l'intendant
- 2001 : La Cape et l'Épée (série télévisée des Robins des Bois) : le cardinal Claudia
- 2001 : Caméra Café (série télévisée, 1 épisode)
- 2002 : Le 17 : inspecteurs NGuyen
- 2009 : Myster Mocky présente (série télévisée, 1 épisode) de Jean-Pierre Mocky
- 2010 : En chantier, monsieur Tanner (téléfilm) de Stefan Liberski : Paul Tanner
- 2011 : Le Grand Restaurant II (émission de divertissement) de Gérard Pullicino : le frère du directeur
- 2014 : Ce soir je vais tuer l'assassin de mon fils de Pierre Aknine : Philippe Tessier
- 2015 : Scènes de ménages, enfin ils sortent !
- 2020 : Retroscopie (parodie d'émission) : lui-même
- 2023 : Polar Park de Gérald Hustache-Mathieu : David Rousseau
- 2025 : Bref. 2 de Kyan Khojandi et Bruno Muschio : Jean-Jacques

#### Clips
- 1999 : joue un cow-boy dans le clip des Cranberries Promises réalisé par Olivier Dahan
- 2009 : Hymne à la soie pour Maxime Le Forestier
- 2012 : Jetaimejetaimejetaime pour Émilie Simon
- 2017 : apparaît dans le clip Jean-Paul de Therapie Taxi
- 2022 : apparaît dans le clip Si tu me payes un verre de Renaud

#### Publicités
- Spot de prévention pour le port du préservatif
- 1998 : Publicité pour les biscuits Tuc

#### Doublage

##### Films
- Robert Stanton dans :
  - Arthur et la Vengeance de Maltazard (2009) : Armand Montgomery, le père d'Arthur
  - Arthur 3 : La Guerre des deux mondes (2010) : Armand Montgomery, le père d'Arthur
- 2006 : Arthur et les Minimoys : Armand Montgomery, le père d'Arthur (Doug Rand)

##### Films d'animation
- 2004 : Premier voyage : Papa
- 2005 : Madagascar de Eric Darnell et Tom McGrath : Melman
- 2006 : Blanche-Neige, la suite de Picha : le Prince Charmant
- 2008 : Madagascar 2 de Eric Darnell et Tom McGrath : Melman
- 2012 : Madagascar 3 de Eric Darnell, Tom McGrath et Conrad Vernon : Melman
- 2020 : Petit Vampire de Joann Sfar : le capitaine des morts

##### Téléfilm
- 2009 : Joyeux Noël Madagascar : Melman

### Réalisateur
- 2008 : Sans arme, ni haine, ni violence
- 2012 : Quand je serai petit
- 2014 : Les Souvenirs
- 2018 : Lola et ses frères
- 2025 : Les Tuche : God Save the Tuche

## Théâtre
- 1989 : Les Amours de Jacques le fataliste
- 1990 : George Dandin de Molière
- 1991 : Dommage qu'elle soit une putain d’après John Ford, mise en scène Thomas Le Douarec, Cirque d'hiver Bouglione, Festival off d’Avignon 1991, Le Palace, Théâtre Le Trianon
- 1991 : Les Joueurs de Nicolas Gogol
- 1993 : 27 remorques pleines de coton de Tennessee Williams
- 1996 : Les Caprices de Marianne d'Alfred de Musset, mise en scène Jean-Paul Rouve, Espace Paris Plaine
- 1997 : Robin des Bois d'à peu près Alexandre Dumas d’après Alexandre Dumas, Théâtre de la Gaîté-Montparnasse
- 2011 : Youri de Fabrice Melquiot, mise en scène Didier Long, Théâtre Hébertot
- 2012 : Inconnu à cette adresse de Kressmann Taylor, mise en scène de Delphine de Malherbe, théâtre Antoine-Simone Berriau
- 2022 : J'ai pas l'air, spectacle avec Alain Lanty, mise en scène Jérémie Lippmann, théâtre Antoine

## Distinctions

### Récompenses
- 2003 : César du meilleur jeune espoir masculin pour sa performance dans Monsieur Batignole[16]

### Nominations
Source : Allociné
| Année | Récompenses                                           | Travail nommé                       | Film                             |
| ----- | ----------------------------------------------------- | ----------------------------------- | -------------------------------- |
| 2004  | NRJ Ciné Awards                                       | Meilleurs look                      | Podium                           |
| 2004  | NRJ Ciné Awards                                       | Buddy-movie (duo d'acteur)          | Podium                           |
| 2005  | César                                                 | Meilleur acteur dans un second rôle | Podium                           |
| 2006  | Prix RAIMU                                            | Comédien                            | Nos jours heureux                |
| 2007  | NRJ Ciné Awards                                       | Meilleur baiser                     | Nos jours heureux                |
| 2008  | RéActeurs - Festival du Film des Acteurs-Réalisateurs | Films                               | Sans arme, ni haine, ni violence |
| 2008  | RéActeurs - Festival du Film des Acteurs-Réalisateurs | Film d'ouverture                    | Sans arme, ni haine, ni violence |
| 2012  | Champs-Elysées Film Festival                          | Avant-premières françaises          | Quand je serai petit             |
| 2012  | Festival du film francophone de Tübingen - Stuttgart  | Prix d'aide à la distribution       | Quand je serai petit             |
| 2012  | In French with English subtitles - New York           | Films sélectionnés                  | Quand je serai petit             |
| 2018  | Festival du Film Francophone d'Angoulême              | Film d'ouverture                    | Lola et ses frères               |